# Wacław Kostrzewa
Wacław Kostrzewa (ur. 22 sierpnia 1951 w Klimontowie k. Sandomierza) – poeta mieszkający i tworzący w Pszczynie. Ukończył technikum górnicze w Zabrzu, pracował w kopalniach węgla jako górnik później sztygar. Studiował historię sztuki. Laureat nagrody imienia Władysława Orkana za 2005 rok. Wiersze poety zostały przetłumaczone na język angielski, rosyjski, ukraiński, czeski, hiszpański i arabski.

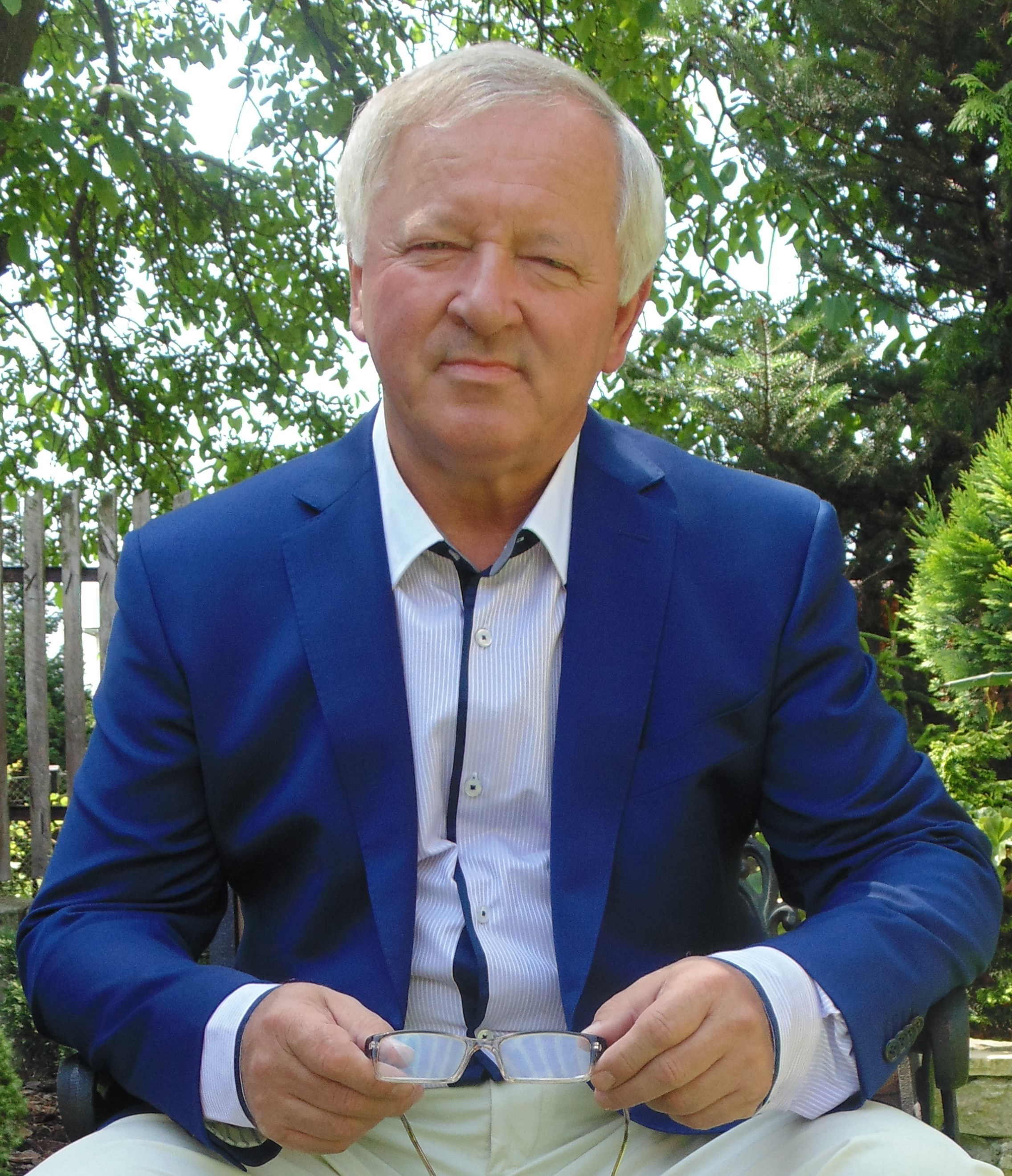
Wacław Kostrzewa

## Dzieła
- Ta jedyna 1995.
- Uspokój moje wzburzone morze 2000.
- Pragnienie, Warszawa 2003. ISBN 83-7386-020-7
- Pszczyńskie noce, Pszczyna 2003. ISBN 83-914048-9-7
- Oparty o wzgórze, grafiki Edyta Bystroń, Kraków 2004. ISBN 83-7081-696-7
- Wąskotorówka, Warszawa 2004. ISBN 83-7386-093-2
- Krótkie historie, Warszawa 2005. ISBN 83-7386-144-0
- Bilet powrotny, Warszawa 2006. ISBN 83-06-03009-5
- Album, Pszczyna 2006. ISBN 83-923873-4-1
- Gorące lato, Warszawa 2007.
- Liście i wspomnienia, Kraków 2009.
- Wiersze spod Klimontowa, Pszczyna 2014